# 五道石门水库
五道石门水库是中国内蒙古自治区赤峰市克什克腾旗境内的一座水库，位于公格尔河上，建于1969年。水库正常库容为720万立方米，集雨面积为260平方千米，海拔为57.5米。